# محمود أباد عليا (شاهين دج)
محمود أباد عليا هي قرية في مقاطعة شاهين دج، إيران. عدد سكان هذه القرية هو 321 في سنة 2006.